# Ștefănești (Botoșani)
Ștefănești ist eine Kleinstadt im Kreis Botoșani in Rumänien.

## Lage
Ștefănești liegt in der Moldau-Tiefebene (Câmpia Moldovei), im Tal des Flusses Bașeu, eines rechten Zuflusses des Pruth. Die Kreishauptstadt Botoșani befindet sich etwa 50 Kilometer westlich.

## Geschichte
Die ältesten archäologischen Funde auf dem Territorium der Stadt stammen aus der Kupfersteinzeit. Ștefănești wurde 1436 – zur Regierungszeit des moldauischen Fürsten Ștefan II. – unter der Bezeichnung Gura Bașeului erstmals urkundlich erwähnt. Bereits 1476 hatte der Ort den Status eines Marktes. Im 15. und 16. Jahrhundert wurde er mehrfach von Tataren geplündert, später auch von polnischen Einheiten.
Vom 17. bis zum 19. Jahrhundert siedelten sich zahlreiche Juden an. Nachdem 1812 das nahegelegene Bessarabien eine russische Provinz geworden war, entwickelte sich Ștefănești zum Grenzort mit entsprechenden Handelsmöglichkeiten. 1886 stellten die Juden mit 3.886 mehr als drei Viertel der Einwohnerzahl.
Nach dem Ersten Weltkrieg kam Bessarabien zu Rumänien; die Bedeutung von Ștefănești als Handelsplatz ging verloren. Wie auch aus anderen Städten Rumäniens, wurden die Juden während des Zweiten Weltkrieges in Arbeitslager deportiert. Viele der Überlebenden wanderten nach dem Krieg nach Palästina aus.
Seit 2004 ist Ștefănești eine Stadt. Der wichtigste Wirtschaftszweig ist die Landwirtschaft.

## Bevölkerung
1930 wohnten auf dem Territorium der heutigen Stadt ca. 8850 Personen, von denen etwa 2350 Juden, die übrigen Rumänen waren. Die Zahl der Juden sank auf 870 im Jahr 1947; 1969 lebten noch zwölf jüdische Familien im Ort.
Bei der Volkszählung 2002 wurden in Ștefănești 5628 Einwohner registriert, darunter 5338 Rumänen und 285 Roma, 2011 waren von den 5314 registrierten Einwohnern 4567 Rumänen, 473 Roma und restliche ohne ethnische Angaben.

## Verkehr
Ștefănești besitzt keinen Bahnanschluss. Es bestehen Busverbindungen nach Botoșani und Iași. Durch die Stadt verläuft die Nationalstraße Drum național 24C. Nördlich der Stadt befindet sich ein Grenzübergang zur Republik Moldau.

## Sehenswürdigkeiten
- Ștefan-Luchian-Museum
- Kirche Cuvioasa Paraschiva (1640)
- Dendrologischer Park
- Naturreservat „Emil Racoviță“
- Prut-Stausee Stânca-Costești

## Geboren in Ștefanești
- Ștefan Luchian (1868–1916), Maler
- Sanda Toma (* 1956), Olympiasiegerin im Rudern 1980